# ガンガンONLINE
『ガンガンONLINE』（ガンガンオンライン）は、スクウェア・エニックスが2008年10月2日に開設した日本のウェブコミック配信サイト。
無料配信・会員登録不要のウェブ雑誌。オリジナル連載のほかにスクウェア・エニックスが発行する漫画雑誌の作品の外伝や並行連載作品、雑誌から移籍された作品などが掲載されている。

## 歴史
開設当初は作品の掲載期間の設定はなかったが、2009年5月7日以降は第1話と最新話のみの公開に変更された。開設当初は常設の編集部を設置せずガンガン系各誌の編集者が持ち回りで編集作業を担当していたが、現在は「ガンガンONLINE編集部」が設置されている。
開設当初の掲載作品はオリジナル連載と『月刊少年ガンガン』・『月刊Gファンタジー』・『ヤングガンガン』等のスクウェア・エニックスが発行する漫画雑誌各誌に連載されている作品の外伝が掲載されていたが、2009年4月以降は漫画雑誌部門の再編により休刊した『月刊ガンガンウイング』・『ガンガンパワード』からの移籍作品や、両誌の実質的後継誌として創刊された『月刊ガンガンJOKER』との並行連載作品も掲載されるようになった。この他、休廃刊とは関係無く姉妹誌からの連載作品移籍や、逆にONLINEで開始された連載が姉妹誌へ移籍したりONLINEに掲載された読み切り作品が姉妹誌で連載されるケースも見られる。2012年に「男子高校生の日常」が初のアニメ化作品となった。
閲覧形式として創刊当初はDORを使用しており、その後Adobe Flash対応のビューワへが変更され、2015年10月8日からはACCESSの電子書籍ビューア「PUBLUS Reader for Browser」がPC用閲覧ビューアとして採用された。2010年11月4日に配信されたiOS対応の「ガンガンONLINE ミニ」を皮切りに、2011年1月より他の掲載作品もiPhone / iPod touch及びiPadへの対応が始まった。iOS、Android向けのスマートフォンアプリも配信されており、2014年11月からACCESSのアプリ版EPUB 3対応電子出版ビューア「PUBLUS（R）Reader」と配信管理システムが使用されている。
2019年10月より、アプリをリニューアルしポイント消費閲覧制へと変更。これに伴い、アプリ上では過去作品の再掲載が多くなり、ブラウザサイトでは最新話が一定期間無料での閲覧となる。
2021年6月のリニューアルで、それまで毎週月曜・木曜の週2回更新だったものを毎日更新に改めた。

## 漫画
連載作品のうち、隔週（月2回）・月1回更新作品はローテーション方式で掲載。ただし、年4〜5回の第5月曜日と第5木曜日は特別編成として隔週更新作品の番外編や読み切りが掲載されることが多い。詳細は公式サイト内のカレンダーを参照。
『マンガUP!』など、系列誌やアプリで連載されている作品の並行連載も多い。

### 連載作品
- 連載中の作品については太字で表記。
- 作品名の順番に関しては連載開始順に従い、その次に五十音順に従う。
- 読み切り作品は除く（主要な読み切りについては後述）。
- 「並行連載」は「各誌にそれぞれ同一の作者が執筆した異なる新エピソードが連載またはシリーズ連載方式で掲載される形式の作品」で、「過去に公表された作品の再録」は含まない。

|  | 連載中（2019年7月1日現在） |

|     | 作品名                                                                                    | 作者（作画）                | 原作者など | 開始                          | 終了                          | 注記                                                                   |
| --- | ----------------------------------------------------------------------------------------- | --------------------------- | --- | ----------------------------- | ----------------------------- | ---------------------------------------------------------------------- |
| 001 | おじいちゃん勇者                                                                          | 坂本太郎                    | — | 2008年10月02日                | 2010年03月25日                |                                                                        |
| 002 | 今日も待ちわびて                                                                          | 佐伯イチ                    | — | 2008年10月02日                | 2010年04月08日                |                                                                        |
| 003 | シキソー 警視庁第4機動捜査隊                                                              | 神田晶                      | — | 2008年10月02日                | 2010年08月26日                |                                                                        |
| 004 | 生徒会のヲタのしみ。                                                                      | 丸美甘                      | — | 2008年10月02日                | 2012年06月21日                |                                                                        |
| 005 | 舞勇伝キタキタ                                                                            | 衛藤ヒロユキ                | — | 2008年10月02日                | 2012年10月04日                | 『月刊少年ガンガン』連載のスピンオフ                                   |
| 006 | わ!                                                                                       | 小島あきら                  | — | 2008年10月02日                | 2009年05月21日                | 『月刊ガンガンJOKER』へ移籍                                            |
| 007 | あいは呪いの日本人形♥                                                                     | 水兵きき                    | ぱーと（原作） | 2008年10月09日                | 2009年04月16日                |                                                                        |
| 008 | 浅尾さんと倉田くん                                                                        | HERO                        | — | 2008年10月16日                | 2014年05月15日                | オールカラー                                                           |
| 009 | からす天狗うじゅ                                                                          | 塒祇󠄀岩之助（画）            | うじゅ製作委員会（作） | 2008年10月18日                | 2009年07月23日                |                                                                        |
| 010 | ちょく!                                                                                   | 谷川ニコ                    | — | 2008年11月13日                | 2010年12月09日                |                                                                        |
| 011 | あまのなでしこ                                                                            | 御形屋はるか                | — | 2008年12月25日                | 2009年05月14日                |                                                                        |
| 012 | ばらかもん                                                                                | ヨシノサツキ                | — | 2009年02月21日                | 2019年01月10日                | 第3月曜更新 『月刊少年ガンガン』連載作品の再掲載                       |
| 013 | 学校のせんせい                                                                            | 巣山真也                    | — | 2009年02月26日                | 2011年12月22日                |                                                                        |
| 014 | 楽園Node                                                                                  | 上杉匠                      | — | 2009年02月26日                | 2009年05月28日                |                                                                        |
| 015 | アルバローズの猫                                                                          | カラス                      | — | 2009年03月19日                | 2010年07月29日                | 『月刊コミックジーン』で続編連載 オールカラー                          |
| 016 | ひぐらしのなく頃に 昼壊し編                                                               | 佳月玲茅（作画）            | 竜騎士07（原作・監修） | 2009年03月26日                | 2009年09月24日                |                                                                        |
| 017 | 藤村くんメイツ                                                                            | 敷誠一                      | — | 2009年03月26日                | 2013年07月25日                | 読者投票参加作品                                                       |
| 018 | アマノイワトヒメ                                                                          | 下村トモヒロ                | — | 2009年04月02日                | 2009年06月18日                | 『月刊ガンガンJOKER』へ移籍、改題                                      |
| 019 | ぽち軍曹。                                                                                | もみじ真魚（作画）          | 日日日（原作） | 2009年04月09日                | 2009年10月15日                |                                                                        |
| 020 | 戦国スクナ                                                                                | ねこたま。                  | — | 2009年04月16日                | 2011年10月27日                | 読み切りから昇格                                                       |
| 021 | ダメっ妹喫茶♥でぃあ                                                                       | 柚木涼太                    | — | 2009年04月16日                | 2010年03月18日                | 『月刊ガンガンJOKER』並行連載                                          |
| 022 | ひゃくえん!                                                                               | 遠山えま                    | — | 2009年04月16日                | 2012年12月27日                |                                                                        |
| 023 | ヤンデレ彼女                                                                              | 忍                          | — | 2009年04月16日                | 2015年04月16日                | 『月刊ガンガンJOKER』並行連載                                          |
| 024 | 小松くん日和                                                                              | 椿あす                      | — | 2009年04月23日                | 2009年10月22日                | 『ガンガンパワード』より移籍                                           |
| 025 | 聖剣伝説 PRINCESS of MANA                                                                 | ヨシノサツキ                | — | 2009年04月23日                | 2010年05月27日                | 『ガンガンパワード』より移籍                                           |
| 026 | ちょこっとヒメ                                                                            | カザマアヤミ                | — | 2009年04月23日                | 2009年10月22日                | 『月刊ガンガンウイング』より移籍                                       |
| 027 | FINAL FANTASY XII                                                                         | 天羽銀                      | — | 2009年04月23日                | 2009年06月25日                | 『ガンガンパワード』より移籍                                           |
| 028 | アホリズム                                                                                | 宮条カルナ                  | — | 2009年04月30日 2018年07月09日 | 2016年01月28日 連載中         | 『月刊ガンガンウイング』より移籍 リバイバル連載 毎週月曜更新           |
| 029 | 小学生ホスト ポチ                                                                         | 紗織                        | — | 2009年04月30日                | 2009年07月30日                |                                                                        |
| 030 | 東京★イノセント                                                                           | 鳴見なる                    | — | 2009年04月30日                | 2011年04月07日                | 『月刊ガンガンウイング』より移籍                                       |
| 031 | ウルトラバロック・デプログラマー                                                          | 浅田寅ヲ（漫画）            | いとうせいこう（原作） | 2009年05月21日                | 2010年11月25日                | 『ヤングガンガン』より移籍                                             |
| 032 | 男子高校生の日常                                                                          | 山内泰延                    | — | 2009年05月21日                | 2012年09月27日                |                                                                        |
| 033 | 葬儀屋リドル                                                                              | 赤井ヒガサ                  | — | 2009年05月28日 2017年04月06日 | 2013年03月07日 2017年06月22日 | 読者投票参加作品                                                       |
| 034 | 閉ざされたネルガル 獄中絵日記                                                             | あるまるみ                  | — | 2009年07月23日                | 2010年09月16日                | 『月刊少年ガンガン』連載のスピンオフ                                   |
| 035 | 学園ナイトメア                                                                            | 方條ゆとり                  | — | 2009年08月06日                | 2010年11月04日                |                                                                        |
| 036 | うみねこのなく頃に Episode4:Alliance of the golden witch                                  | 宗一郎（作画）              | 竜騎士07（原作・監修） | 2009年10月01日                | 2012年02月02日                |                                                                        |
| 037 | かへたんていぶ                                                                            | 藤代健                      | — | 2009年10月22日                | 2018年11月29日                | 奇数月第4木曜更新 →最終木曜更新                                        |
| 038 | リューシカ・リューシカ                                                                    | 安倍吉俊                    | — | 2009年10月22日                | 2015年06月25日                | オールカラー                                                           |
| 039 | エソラゴト                                                                                | usi                         | — | 2009年11月05日                | 2010年06月03日                | オールカラー                                                           |
| 040 | マテリアル・パズル ゼロクロイツ                                                           | 吉岡公威（画）              | 土塚理弘（作） | 2009年11月12日                | 2012年03月22日                | 『月刊少年ガンガン』より移籍                                           |
| 041 | アンパッサン                                                                              | 柚木タロウ                  | — | 2009年11月26日                | 2011年07月14日                |                                                                        |
| 042 | 狂想のシミュラクラ                                                                        | 吉村英明                    | — | 2009年11月26日                | 2011年06月30日                |                                                                        |
| 043 | 湖岸の盲点 小此木鶯太郎の事件簿                                                           | 葉山せり（作画）            | 小野堂天乃介（原作・監修） | 2009年12月03日                | 2011年02月10日                |                                                                        |
| 044 | 室町学院高校生徒指導室!!                                                                  | 髙枝景水                    | — | 2009年12月03日                | 2011年05月19日                | 『ガンガン戦-IXA-』並行連載                                            |
| 045 | からす天狗うじゅ 和みっくす                                                               | しめ子（画）                | うじゅ製作委員会（作） ななみん（キャラクター原案）                                                                                  | 2009年12月10日                | 2010年08月12日                |                                                                        |
| 046 | ばのてん! SUMMER DAYS                                                                     | 河添太一                    | — | 2009年12月24日                | 2012年03月22日                | 『月刊少年ガンガン』並行連載                                           |
| 047 | ほしのこ!                                                                                 | matoba                      | — | 2010年02月04日                | 2011年06月02日                |                                                                        |
| 048 | 15 明刹工業高校ラグビー部                                                                 | 成瀬芳貴                    | — | 2010年03月11日                | 2011年11月03日                | 読み切りから昇格                                                       |
| 049 | 御指名武将真田幸村 かげろひ -KAGEROI-                                                     | 浅岡しゅく                  | — | 2010年03月18日                | 2013年01月17日                | 『ガンガン戦-IXA-』より移籍                                            |
| 050 | 戦国毒饅頭ハンベエ                                                                        | 江茂タツキ                  | — | 2010年03月18日                | 2011年08月25日                | 読み切りから昇格                                                       |
| 051 | 伊達柱                                                                                    | 霜月かいり                  | — | 2010年03月18日                | 2010年11月25日                | 不定期更新 『ガンガン戦-IXA-』並行連載                                 |
| 052 | BAT×DRAGON                                                                                | 林ふみの                    | — | 2010年03月18日                | 2010年10月21日                |                                                                        |
| 053 | ○○せよ!! 戦国学園生徒会                                                                   | 椎名歩未                    | — | 2010年03月18日                | 2011年05月19日                |                                                                        |
| 054 | 童の草                                                                                    | 宮永龍                      | — | 2010年03月18日                | 2010年06月17日                |                                                                        |
| 055 | 独眼龍改                                                                                  | 藤川祐華                    | — | 2010年03月25日                | 2011年08月25日                | 『ガンガン戦-IXA-』並行連載                                            |
| 056 | 君と紙ヒコーキと。                                                                        | 葉月抹茶                    | — | 2010年04月08日                | 2010年09月23日                | 読者投票参加作品                                                       |
| 057 | げきぶの。                                                                                | くずしろ                    | — | 2010年04月22日                | 2012年02月09日                | 読者投票参加作品                                                       |
| 058 | マンガ家さんとアシスタントさんと                                                          | ヒロユキ                    | — | 2010年06月24日                | 2012年01月26日                | 『ヤングガンガン』、『月刊少年ガンガン』並行連載                       |
| 059 | 真伝勇伝・革命編 堕ちた黒い勇者の伝説                                                     | ほづみりや（作画）          | 鏡貴也（原作） とよた瑣織（キャラクター原案）                                                                                        | 2010年07月29日                | 2012年04月26日                |                                                                        |
| 060 | 山中鹿介物語 -尼子再興記-                                                                 | おやまだみむ                | — | 2010年08月26日                | 2010年10月14日                | 『ガンガン戦-IXA-』より移籍                                            |
| 061 | 重金属彼女                                                                                | りすまい（作画）            | 西野かつみ（原作） | 2010年09月09日                | 2011年07月28日                |                                                                        |
| 062 | 伊達人間                                                                                  | 宮永龍                      | — | 2010年09月16日                | 2013年02月28日                |                                                                        |
| 063 | フラクタル                                                                                | 赤﨑睦美（作画）            | マンデルブロ・エンジン（原作） | 2010年09月30日                | 2011年11月17日                |                                                                        |
| 064 | 戦国驍刃デュラハン〜下弦の継承者〜                                                        | 加藤拓弐（画）              | RA-SEN（作） 加藤さやか/Spike（キャラクターデザイン原案） funbolt（メカニックデザイン原案）                                          | 2010年10月07日                | 2012年10月25日                | 『ガンガン戦-IXA-』並行連載                                            |
| 065 | みんなの呉                                                                                | 宮条カルナ                  | — | 2010年10月07日                | 連載中                        | 不定期更新 『ガンガン戦-IXA-』並列連載                                 |
| 066 | HELL HELL                                                                                 | 東ジュン                    | — | 2010年10月14日                | 2011年05月19日                | 『月刊少年ガンガン』連載の再掲載                                       |
| 067 | おらくる☆ヒミコさん                                                                       | 柚木涼太（作画）            | 内田俊（原作） 朴晟佑（キャラクター原案）                                                                                            | 2010年11月18日                | 2011年06月16日                |                                                                        |
| 068 | 花みちおとめ                                                                              | はましん                    | — | 2010年11月25日                | 2011年11月24日                |                                                                        |
| 069 | 忘却の覇王 ロラン                                                                         | 葉月翼（作画）              | 吉野匠（原作） 望月淳（キャラクターデザイン）                                                                                        | 2010年12月09日                | 2013年05月09日                |                                                                        |
| 070 | ナイショのマンガ家 となりのゆとりさん                                                     | 佐伯イチ                    | — | 2010年12月16日                | 2012年07月12日                | 読者投票参加作品                                                       |
| 071 | こなもんっ                                                                                | キウズ                      | — | 2011年01月20日                | 2011年11月17日                |                                                                        |
| 072 | よしのぶがっ!                                                                             | ウメマツカヲル              | — | 2011年03月03日                | 2013年04月18日                | 『ガンガン戦-IXA-』より移籍                                            |
| 073 | 曹植系男子                                                                                | ねこクラゲ                  | — | 2011年03月10日                | 2012年09月13日                | 読み切りから昇格                                                       |
| 074 | しろがねの翼 蒲生氏郷天翔記                                                               | 椿屋かほる                  | — | 2011年03月17日                | 2011年11月17日                | 『ガンガン戦-IXA-』より移籍                                            |
| 075 | 杜康潤のトコトコ三国志紀行                                                                | 杜康潤                      | — | 2011年04月28日                | 2012年03月29日                | 『ガンガン戦-IXA-』より移籍・改題                                      |
| 076 | 幕末料理侍 すずしろのボン                                                                 | 松下朋未                    | — | 2011年04月28日                | 2012年06月28日                | 『ガンガン戦-IXA-』より移籍・改題                                      |
| 077 | RUN day BURST                                                                             | 長田悠幸                    | — | 2011年06月09日                | 2011年11月10日                | 『月刊少年ガンガン』より移籍                                           |
| 078 | ガーディアン・ガーデン 〜護り人の庭〜                                                     | 壱河柳乃助                  | — | 2011年07月07日                | 2012年08月30日                |                                                                        |
| 079 | ストリングス・ドールズ                                                                    | 緋原俊介                    | — | 2011年07月14日                | 2012年07月12日                |                                                                        |
| 080 | クラスメート、上村ユウカはこう言った。                                                    | 川上真樹（作画）            | 桜井慎（原作） | 2011年07月21日                | 2013年11月21日                |                                                                        |
| 081 | 俺たちの戦いはこれからだ                                                                  | 武藤村石                    | — | 2011年07月28日                | 2012年12月27日                |                                                                        |
| 082 | 私がモテないのはどう考えてもお前らが悪い!                                                 | 谷川ニコ                    | — | 2011年08月04日                | 連載中                        | 第1・第3木曜更新 『月刊ガンガンJOKER』でスピンオフ連載                 |
| 083 | ライフ・イズ・マネー                                                                      | 櫓刃鉄火（作画）            | 朝虹照（原作・監修） | 2011年08月11日                | 2012年10月11日                |                                                                        |
| 084 | 帰宅部活動記録                                                                            | くろは                      | — | 2011年08月18日                | 2014年07月10日                | 読み切りから昇格                                                       |
| 085 | マジカルロリポップ                                                                        | くろは                      | — | 2011年08月18日                | 2014年04月24日                |                                                                        |
| 086 | 月刊少女野崎くん                                                                          | 椿いづみ                    | — | 2011年08月25日                | 連載中                        | 第3木曜更新                                                            |
| 087 | ストロボ                                                                                  | 月ノ輪航介                  | — | 2011年09月15日                | 2019年04月29日                | 長期休載→再開                                                          |
| 088 | シンデレ少女と孤独な死神                                                                  | 加藤よし江（作画）          | 新木場ユキ（ストーリー・構成） | 2011年09月22日                | 2013年03月28日                |                                                                        |
| 089 | 僕は恥っこが好き                                                                          | 若井ケン                    | — | 2011年09月29日                | 2013年02月28日                |                                                                        |
| 090 | BLOODY JUNKIE                                                                             | 蓮見ナツメ                  | — | 2011年10月06日                | 2013年02月07日                |                                                                        |
| 091 | REALPG                                                                                    | 堂本裕貴                    | — | 2011年10月13日                | 2013年01月10日                |                                                                        |
| 092 | "葵" ヒカルが地球にいたころ……                                                             | CHuN（作画）                | 野村美月（原作） 山崎風愛（構成） 竹岡美穂（キャラクター原案）                                                                       | 2011年10月20日                | 2012年12月20日                |                                                                        |
| 093 | オレが悪魔で、アイツが嫁で。                                                              | あるまるみ                  | — | 2011年10月20日                | 2013年01月17日                |                                                                        |
| 094 | ハヤチネ!                                                                                 | 福盛田藍子                  | — | 2011年10月27日                | 2014年07月24日                |                                                                        |
| 095 | 4コマくーろんず                                                                           | ダ・ヴィンチ・恐山          | — | 2011年10月27日                | 2014年02月27日                | 『月刊ビッグガンガン』並行連載 読み切りから昇格 オールカラー           |
| 096 | Golden Ball 女子高生GM山岸四季の挑戦                                                      | 林ふみの                    | — | 2011年11月03日                | 2012年11月08日                |                                                                        |
| 097 | 犬神姫の徒                                                                                | 水沢充                      | — | 2012年01月26日                | 2013年04月25日                |                                                                        |
| 098 | 行け!男子高校演劇部                                                                       | 花沢チカ（作画）            | 池田鉄洋（原作） 新木場ユキ（構成）                                                                                                  | 2012年03月01日                | 2012年03月29日                |                                                                        |
| 099 | 花とハリネズミ                                                                            | ヤマダ                      | — | 2012年03月01日                | 2013年06月06日                | 不定期更新                                                             |
| 100 | 魔女の心臓                                                                                | matoba                      | — | 2012年03月01日                | 2016年01月07日                |                                                                        |
| 101 | イット Vorspiel 〜フォアシュピール〜                                                      | 座紀光倫                    | — | 2012年03月15日                | 2012年05月17日                | 読者投票参加作品                                                       |
| 102 | おひさまいちねんせい                                                                      | 310                         | — | 2012年03月15日                | 2012年04月19日                |                                                                        |
| 103 | フラワノイドの修復師                                                                      | 作楽ロク                    | — | 2012年03月15日                | 2012年05月17日                |                                                                        |
| 104 | 女声男子                                                                                  | 険持ちよ                    | — | 2012年04月05日                | 2013年07月18日                | 読者投票参加作品                                                       |
| 105 | アイドルマスター シンデレラガールズ Shuffle!!                                             | アンソロジー                | — | 2012年08月02日                | 2013年05月09日                |                                                                        |
| 106 | 少女芸人トリオ ごるもあ                                                                   | 青稀シン                    | — | 2012年08月16日                | 2013年06月20日                | 『ヤングガンガン』並行連載                                             |
| 107 | 鳥籠ノ番                                                                                  | 陽東太郎                    | — | 2012年08月16日                | 2014年04月17日                |                                                                        |
| 108 | DAGASY 放課後超能力戦争                                                                   | りすまい（作画）            | 日日日（原作） | 2012年09月13日                | 2014年09月04日                |                                                                        |
| 109 | 織田さん家の乱法師                                                                        | みもり                      | — | 2012年09月27日                | 2013年11月28日                | 『ガンガン戦-IXA-』より移籍                                            |
| 110 | 明るいセカイ計画                                                                          | 出水高軌（作画）            | 蒼木アキ（原作） | 2012年10月25日                | 2013年11月14日                |                                                                        |
| 111 | 魔法陣グルグル2                                                                           | 衛藤ヒロユキ                | — | 2012年11月01日                | 連載中                        | 第1木曜更新 『月刊少年ガンガン』連載の続編                             |
| 112 | NOeSIS 嘘を吐いた記憶の物語                                                               | 芹之由奈（作画）            | クラシック ショコラ（原作） 緋原俊介（構成）                                                                                         | 2012年12月20日                | 2015年01月01日                |                                                                        |
| 113 | 浮かれバケモノの朗らかな破綻                                                              | 家の裏でマンボウが死んでるP | — | 2013年01月03日                | 2015年11月26日                |                                                                        |
| 114 | 戀。                                                                                      | 作楽ロク                    | — | 2013年01月17日                | 2013年05月16日                |                                                                        |
| 115 | 夜の珈琲                                                                                  | 佐東武之                    | — | 2013年01月17日                | 2015年11月26日                |                                                                        |
| 116 | 悪魔曰く俺の嫁                                                                            | 宮城りん                    | — | 2013年02月21日                | 2013年11月21日                | 『月刊ガンガンJOKER』並行連載                                          |
| 117 | ルートダブル Before Crime*After Days √After                                               | 桃山ひなせ（作画）          | イエティ/レジスタ（原作） 中澤工（企画・原案・監督） 月島総記 月島トラ 日向もやし（シナリオ） みけおう（メインキャラクターデザイン） | 2013年03月21日                | 2014年05月15日                |                                                                        |
| 118 | SECRET×SIBLINGS 〜シークレット×シブリングス〜                                             | 野原ゆた                    | — | 2013年03月28日                | 2014年10月23日                | 読者投票上位作品                                                       |
| 119 | 蒐集奇譚イット                                                                            | 座紀光倫                    | — | 2013年04月18日                | 2014年02月20日                |                                                                        |
| 120 | ルートダブル Before Crime*After Days √Before                                              | 桃山ひなせ（作画）          | イエティ/レジスタ（原作） 中澤工（企画・原案・監督） 月島総記:月島トラ:日向もやし（シナリオ） みけおう（メインキャラクターデザイン） | 2013年04月18日                | 2014年06月19日                |                                                                        |
| 121 | 入院ノート                                                                                | 火村正紀                    | — | 2013年05月16日                | 2015年09月24日                |                                                                        |
| 122 | 幻影ヲ駆ケル太陽                                                                          | 加藤コウキ（作画）          | sole;viola（原作） | 2013年06月27日                | 2014年02月20日                |                                                                        |
| 123 | ドラゴンクエストX 4コママンガ劇場                                                         | あべゆうき                  | — | 2013年07月05日                | 2014年08月07日                | 『ヤングガンガン』並行連載                                             |
| 124 | 第三次性徴期、大塚くん!                                                                   | 君塚力                      | — | 2013年07月11日                | 2015年02月12日                |                                                                        |
| 125 | 小南正太郎、家から出るをはじめました。〜先生と一緒〜                                      | いちかわ暖                  | — | 2013年07月18日                | 2014年10月23日                | 『月刊ビッグガンガン』並行連載                                         |
| 126 | 田中くんはいつもけだるげ                                                                  | ウダノゾミ                  | — | 2013年07月25日                | 連載中                        | 第2・第4木曜更新                                                       |
| 127 | アフォガード                                                                              | ミキマキ                    | — | 2013年08月01日                | 2015年08月06日                | 読者投票参加作品                                                       |
| 128 | 黒の探偵                                                                                  | 日丘円                      | — | 2013年08月08日                | 2015年07月30日                | 『月刊少年ガンガン』連載の再掲載                                       |
| 129 | 甲冑さん                                                                                  | 天野シロ                    | — | 2013年08月15日                | 連載中                        | 不定期更新                                                             |
| 130 | よりぬき マンガ家さんとアシスタントさんと                                                 | ヒロユキ                    | — | 2013年08月15日                | 2014年07月03日                |                                                                        |
| 131 | 罪×10                                                                                     | 山内泰延                    | — | 2013年08月29日                | 2015年07月30日                | ガンガンONLINEにUPされた作品を『月刊少年ガンガン』に再掲載             |
| 132 | 斑目先生の妄想学級日誌                                                                    | 永瀬ようすけ                | — | 2013年09月05日                | 2014年09月18日                |                                                                        |
| 133 | アイドルマスター シンデレラガールズ デレラジさん                                          | アジイチ（漫画）            | バンダイナムコゲームス（原作） | 2013年09月12日                | 2015年02月12日                |                                                                        |
| 134 | 不機嫌なモノノケ庵                                                                        | ワザワキリ                  | — | 2013年09月12日                | 連載中                        | 第2木曜更新                                                            |
| 135 | ROSE GUNS DAYS Season3                                                                    | 大村陽（作画）              | 竜騎士07（原作・監修） | 2013年09月19日                | 2015年03月05日                |                                                                        |
| 136 | とある日常のいんでっくすさん                                                              | みじんこうか（漫画）        | 鎌池和馬（原作） はいむらきよたか（キャラクター原案）                                                                                | 2013年09月26日                | —                             | 第3木曜更新 『月刊少年ガンガン』並行連載                               |
| 137 | ちちとこ                                                                                  | うち子                      | — | 2013年10月03日                | 2018年03月15日                | 第1木曜更新 『月刊少年ガンガン』並行連載                               |
| 138 | ぶっしのぶっしん 鎌倉半分仏師録                                                           | 鎌谷悠希                    | — | 2013年11月21日                | 連載中                        | 偶数月第3木曜更新                                                      |
| 139 | 相沢さん増殖                                                                              | 敷誠一                      | — | 2013年12月05日                | 2017年02月02日                |                                                                        |
| 140 | 謎解きドリル                                                                              | 河添太一                    | — | 2014年01月02日                | 2015年05月07日                |                                                                        |
| 141 | 魔法陣グルグル                                                                            | 衛藤ヒロユキ                | — | 2014年02月06日 2017年07月13日 | 2014年05月01日 2017年12月21日 | 毎週木曜更新 『月刊少年ガンガン』連載の再掲載                          |
| 142 | 俺の彼女と幼なじみが修羅場すぎる                                                          | 七介（漫画）                | 裕時悠示（原作） るろお（キャラクター原案）                                                                                          | 2014年04月03日                | 2014年12月11日                | 『月刊ガンガンJOKER』連載の再掲載                                      |
| 143 | ダンジョンに出会いを求めるのは間違っているだろうか                                        | 九二枝（漫画）              | 大森藤ノ（原作） ヤスダスズヒト（キャラクター原案）                                                                                  | 2014年04月03日                | 連載中                        | 第4木曜更新 『ヤングガンガン』連載の再掲載 休載中                      |
| 144 | のうりん                                                                                  | 亜桜まる（漫画）            | 白鳥士郎（原作） 松浦はこ（構成協力） 切符（キャラクター原案）                                                                       | 2014年04月03日                | 2015年07月23日                | 『ヤングガンガン』連載の再掲載                                         |
| 145 | 落第騎士の英雄譚《キャバルリィ》                                                          | 空路恵（漫画）              | 海空りく（原作） をん（キャラクター原案）                                                                                            | 2014年04月03日                | 2017年12月07日                | 第1木曜更新                                                            |
| 146 | のうりん プチ                                                                             | 琴慈（漫画）                | 白鳥士郎（原作） 切符（キャラクター原案）                                                                                            | 2014年04月10日                | 2014年09月25日                | 『月刊ビッグガンガン』連載の再掲載                                     |
| 147 | 真実の魔法少女                                                                            | 備長炭                      | — | 2014年04月24日                | 2016年07月21日                | 『ヤングガンガン』並行連載→移籍                                        |
| 148 | ゆうべはお楽しみでしたね                                                                  | 金田一蓮十郎                | — | 2014年06月19日                | 連載中                        | 第1木曜更新 『ヤングガンガン』連載の再掲載                             |
| 149 | ダンジョンに出会いを求めるのは間違っているだろうか 外伝 ソード・オラトリア                | 矢樹貴（漫画）              | 大森藤ノ（原作） はいむらきよたか ヤスダスズヒト（キャラクター原案）                                                                 | 2014年06月26日                | 連載中                        | 第4木曜更新 『月刊ガンガンJOKER』連載の再掲載                          |
| 150 | うちの魔王かみませんよ                                                                    | おとうさん                  | — | 2014年07月03日                | 2015年11月26日                |                                                                        |
| 151 | ドミノキック 並べられたドミノをキックしたらどうなるのかしら?                              | 下神木るこ                  | — | 2014年07月03日                | 2015年02月26日                |                                                                        |
| 152 | 最弱無敗の神装機竜《バハムート》                                                          | 唯浦史（作画）              | 明月千里（原作） 渡辺樹（構成） 春日歩（キャラクター原案）                                                                           | 2014年07月17日                | 2018年03月29日                | 第3木曜更新                                                            |
| 153 | 彼方の咎人が闘う理由                                                                      | 鶴見悠                      | — | 2014年08月07日                | 2015年02月05日                |                                                                        |
| 154 | ダンジョンに出会いを求めるのは間違っているだろうか4コマ【神様の日常】シーズン1            | タカムラマサヤ（漫画）      | 大森藤ノ（原作） ヤスダスズヒト（キャラクター原案）                                                                                  | 2014年08月14日                | 2015年05月14日                |                                                                        |
| 155 | ラヴァーズ・ハイ                                                                          | 大久保樹                    | — | 2014年08月21日                | 2015年06月18日                |                                                                        |
| 156 | しのりん本番入ります!                                                                     | 玉上八宏                    | — | 2014年08月28日                | 2015年06月25日                |                                                                        |
| 157 | 神とよばれた吸血鬼                                                                        | 桜井海                      | — | 2014年10月09日                | 2017年02月23日                |                                                                        |
| 158 | イヌカイ×トライヴ                                                                         | 綾村切人（コミック）        | 原田庵十（作） | 2014年10月16日                | 2016年09月08日                |                                                                        |
| 159 | 助太刀09                                                                                  | 岸本聖史                    | — | 2014年10月16日                | 2016年07月21日                | 『月刊少年ガンガン』並行連載                                           |
| 160 | スクールガールストライカーズ Comic Channel                                                | 桃山ひなせ                  | — | 2014年10月30日                | 2017年04月20日                |                                                                        |
| 161 | Now playing                                                                               | 一二三                      | — | 2014年11月20日                | 2016年04月21日                | 読み切りから昇格                                                       |
| 162 | 悪魔も踏むを恐れるところ                                                                  | 吉辺あくろ                  | — | 2015年03月26日                | 2016年05月26日                | 『月刊ガンガンJOKER』連載の再掲載                                      |
| 163 | NEWS×it                                                                                   | くろは                      | — | 2015年04月02日                | 2016年03月03日                |                                                                        |
| 164 | Classi9                                                                                   | 吉村旋                      | — | 2015年04月09日                | 2016年12月08日                |                                                                        |
| 165 | トキオトナナミ                                                                            | みか                        | — | 2015年04月16日                | 2016年12月29日                |                                                                        |
| 166 | 顔に出せない吉沢くん                                                                      | 310                         | — | 2015年04月23日                | 2017年03月23日                |                                                                        |
| 167 | くましろくろ                                                                              | くぼたまこと                | — | 2015年04月30日                | 2017年09月25日                | 第2・最終月曜更新 2015年エイプリルフール企画に掲載した読み切りから昇格 |
| 168 | 壁にメリー.com                                                                            | コバシコ                    | — | 2015年05月07日                | 2016年05月12日                |                                                                        |
| 169 | 僕のランチを邪魔するな!                                                                   | 香穂                        | — | 2015年05月14日                | 2017年05月18日                |                                                                        |
| 170 | まりまりマリーゴールド                                                                    | カサイ                      | — | 2015年05月28日                | 2016年02月18日                |                                                                        |
| 171 | ライオット・ガール                                                                        | mako                        | — | 2015年06月04日                | 2016年08月04日                |                                                                        |
| 172 | ひとひらり                                                                                | 嶋つばさ                    | — | 2015年06月11日                | 2016年03月10日                |                                                                        |
| 173 | 三月は俺様になります                                                                      | 紺吉                        | — | 2015年06月18日                | 2017年05月18日                |                                                                        |
| 174 | ななしのアステリズム                                                                      | 小林キナ                    | — | 2015年06月25日                | 2017年03月16日                |                                                                        |
| 175 | 神恋                                                                                      | 忍                          | — | 2015年07月16日                | 2015年12月17日                | 『月刊ガンガンJOKER』並行連載                                          |
| 176 | クラスメートは全員メガネ?                                                                 | 丸美甘                      | — | 2015年08月20日                | 2016年09月15日                |                                                                        |
| 177 | 高嶺の花なら落ちてこい!!                                                                  | 夏目あやの                  | — | 2015年09月03日                | 2019年06月20日                | 第1・第3木曜更新                                                       |
| 178 | 妖怪の賃貸事情                                                                            | 君塚力                      | — | 2015年09月24日                | 2016年08月11日                |                                                                        |
| 179 | りゅうおうのおしごと!                                                                     | こげたおこげ（作画）        | 白鳥士郎（原作） カズキ（構成） しらび（キャラクター原案） 西遊棋（監修）                                                            | 2015年10月01日                | 連載中                        | 第1・第3木曜更新 『ヤングガンガン』連載の再掲載                        |
| 180 | ベルゼブブ嬢のお気に召すまま。                                                            | matoba                      | — | 2015年11月12日                | 連載中                        | 第2月曜更新 『月刊少年ガンガン』連載の再掲載                           |
| 181 | トリマニア                                                                                | 久世岳                      | — | 2015年11月19日                | 連載中                        | 第3月曜更新                                                            |
| 182 | 黒田氏の授業                                                                              | 日向きょう                  | — | 2015年11月26日                | 2016年09月08日                | 読み切りから昇格                                                       |
| 183 | あずみさんは倒せないっ                                                                    | 鳴海けい                    | — | 2015年12月07日                | 2017年11月06日                | 第1・第3月曜更新                                                       |
| 184 | 雨水リンダ                                                                                | HERO                        | — | 2015年12月07日                | 2017年12月04日                | 第1月曜更新                                                            |
| 185 | 演技もん遠藤くん                                                                          | 黒戸                        | — | 2015年12月07日                | 2017年01月23日                |                                                                        |
| 186 | 星姫と孤高のきつねくん                                                                    | 東ジュン                    | — | 2015年12月07日                | 2016年09月05日                |                                                                        |
| 187 | 構成/松永きなこ                                                                           | 清水しの（漫画）            | ピエール杉浦（原作） | 2015年12月21日                | 2018年05月28日                | 第3月曜更新                                                            |
| 188 | はんだくん                                                                                | ヨシノサツキ                | — | 2015年12月21日                | 2016年09月22日                | 『月刊少年ガンガン』連載の再掲載                                       |
| 189 | 猫かぶりの池ヶ谷くん                                                                      | はくり                      | — | 2015年12月31日                | 2016年08月11日                | 読者投票上位作品                                                       |
| 190 | 明治ハナアリ同盟                                                                          | 加藤よし江                  | — | 2016年01月18日                | 2016年06月20日                |                                                                        |
| 191 | 大谷さんちの天使様                                                                        | 鳥乃桐                      | — | 2016年03月07日                | 2017年11月06日                | 第1月曜更新 読者投票上位作品                                           |
| 192 | 知りたくなかった七海さんは                                                                | 星見SK                      | — | 2016年03月21日                | 2016年06月20日                |                                                                        |
| 193 | 安達としまむら                                                                            | まに（漫画）                | 入間人間（原作） のん（キャラクター原案）                                                                                            | 2016年04月04日                | 2017年09月04日                | 第1月曜更新                                                            |
| 194 | 氷点下の彼女に何かようかいシーズン1                                                       | 高津カリノ                  | — | 2016年04月04日                | 2016年09月05日                | 『月刊少年ガンガン』連載のスピンオフ                                   |
| 195 | 転校生勇者ああああ                                                                        | 有馬明香                    | — | 2016年04月07日                | 2016年07月07日                | 『月刊少年ガンガン』掲載の読み切りから昇格                             |
| 196 | 王様の耳はオコノミミ                                                                      | 夏海ケイ                    | — | 2016年04月14日                | 2017年01月30日                | 『月刊少年ガンガン』掲載のリバイバル連載                               |
| 197 | 閉ざされたネルガル                                                                        | あるまるみ                  | — | 2016年04月14日                | 2017年03月06日                | 『月刊少年ガンガン』掲載のリバイバル連載                               |
| 198 | ダストボックス2.5                                                                         | 高津カリノ                  | — | 2016年04月18日                | 連載中                        | 第3月曜更新 『ヤングガンガン』連載の再掲載                             |
| 199 | 青春Re:トライ                                                                             | 将良                        | — | 2016年04月21日                | 2017年04月20日                |                                                                        |
| 200 | しょぼしょぼマン                                                                          | いちかわ暖                  | — | 2016年04月28日                | 2018年06月07日                | 第1・第3木曜更新 オールカラー                                          |
| 201 | ソフィー・ローズと荊棘の人形師                                                            | エトオミユキ                | — | 2016年04月28日                | 2017年06月29日                |                                                                        |
| 202 | 部活、好きじゃなきゃダメですか?                                                           | いづみかつき                | — | 2016年05月02日                | 2017年03月06日                |                                                                        |
| 204 | クイーン・オブ・サーカスの猫                                                              | あるまるみ                  | — | 2016年05月12日                | 2017年07月13日                |                                                                        |
| 205 | 超人高校生たちは異世界でも余裕で生き抜くようです!                                         | 山田こたろ（漫画）          | 海空りく（原作） さくらねこ（キャラクター原案）                                                                                      | 2016年05月12日                | 連載中                        | 第2・第4木曜更新 『ヤングガンガン』連載の再掲載                        |
| 206 | ダンジョンに出会いを求めるのは間違っているだろうか4コマ【神様の日常】シーズン2            | タカムラマサヤ（漫画）      | 大森藤ノ（原作） ヤスダスズヒト（キャラクター原案）                                                                                  | 2016年05月19日                | 2017年05月18日                |                                                                        |
| 207 | みくみくパンデミック                                                                      | カサイ                      | — | 2016年05月19日                | 2016年10月20日                |                                                                        |
| 208 | 好き×透き                                                                                 | 緋原俊介                    | — | 2016年05月26日                | 2017年06月08日                | 読者投票上位作品                                                       |
| 209 | 犬神くんはツンだけどバレてる                                                              | 反転シャロウ                | — | 2016年06月02日                | 2017年03月27日                |                                                                        |
| 210 | ゴブリンスレイヤー                                                                        | 黒瀬浩介（作画）            | 蝸牛くも（原作） 神奈月昇（キャラクター原案）                                                                                        | 2016年06月09日                | 連載中                        | 第2木曜更新 『月刊ビッグガンガン』連載の再掲載                         |
| 211 | 天誅×神曲《アイウタ》                                                                     | よしだもろへ                | — | 2016年06月16日                | 2016年10月13日                | 第1・第3木曜更新 『月刊少年ガンガン』へ移籍                            |
| 212 | 好きな彼のパパはじめます                                                                  | 大原ロロン                  | — | 2016年06月20日                | 2019年06月10日                | 第3月曜更新 長期休載→再開                                              |
| 213 | やおよろず                                                                                | 斉藤かよこ                  | — | 2016年06月20日                | 2016年12月22日                |                                                                        |
| 214 | クロスプレイ -CLOSE PLAY-                                                                 | 芹乃由奈                    | — | 2016年06月30日                | 2017年05月18日                |                                                                        |
| 215 | 魔法少年なつき×らびっツ                                                                   | 金井千咲貴                  | — | 2016年07月04日                | 2018年03月05日                | 第1月曜更新                                                            |
| 216 | 兄の嫁と暮らしています。                                                                  | くずしろ                    | — | 2016年07月14日                | 連載中                        | 第2・第4木曜更新 『ヤングガンガン』連載の再掲載                        |
| 217 | ねねね（短期集中版）                                                                      | 萩原ダイスケ（作画）        | 徒々野雫（原作） | 2016年07月18日                | 2016年09月19日                | 『月刊少年ガンガン』並行連載                                           |
| 218 | モドキドモ                                                                                | 蒼川なな                    | — | 2016年07月21日                | 2017年06月15日                | 第1・第3木曜更新                                                       |
| 219 | 蟻馬くんは現実を見ない。                                                                  | 有村唯                      | — | 2016年07月28日                | 2017年07月27日                | 第2・最終木曜更新                                                      |
| 220 | 彩音お嬢様はサノバ○ッチにあらせられる                                                     | 高野裕也                    | — | 2016年09月12日                | 2017年06月12日                |                                                                        |
| 221 | ヤンキーショタとオタクおねえさん                                                          | 星海ユミ                    | — | 2016年09月22日                | 連載中                        | 第2・第4月曜更新                                                       |
| 222 | 美味しい妖                                                                                | おとうさん                  | — | 2016年10月10日                | 2017年11月13日                | 第2月曜更新                                                            |
| 223 | 青春は獣充だ                                                                              | ミキマキ                    | — | 2016年10月10日                | 2017年10月09日                | 第2・第4月曜更新                                                       |
| 224 | 幻想グルメ                                                                                | おつじ（作画）              | 天那光汰（原作） | 2016年11月21日                | 連載中                        | 第3月曜更新                                                            |
| 225 | ケーキ王子の名推理                                                                        | 星見SK（作画）              | 七月隆文（原作） | 2016年11月28日                | 2017年09月25日                | 第4月曜更新                                                            |
| 226 | 僕達の魔王は普通                                                                          | 中村朝                      | — | 2016年12月05日                | 2017年10月31日                | 第2・最終月曜更新 読者投票上位作品                                     |
| 227 | 僕は何度でも、きみに初めての恋をする。                                                    | 西崎りいち（作画）          | 沖田円（原作） | 2016年12月08日                | 2017年11月09日                | 第2木曜更新                                                            |
| 228 | 英雄教室                                                                                  | 岸川こあら（作画）          | 新木伸（原作） 森沢晴行（キャラクター原案）                                                                                          | 2017年01月23日                | 連載中                        | 第4月曜更新 『月刊少年ガンガン』連載の再掲載                           |
| 229 | 梅衣堂ひよと旦那様の野望                                                                  | 米山シヲ                    | — | 2017年02月02日                | 連載中                        | 第1木曜更新 『月刊少年ガンガン』連載の再掲載                           |
| 230 | ダンジョンに出会いを求めるのは間違っているだろうか ファミリアクロニクル episodeリュー     | 桃山ひなせ（漫画）          | 大森藤ノ（原作） ニリツ ヤスダスズヒト（キャラクター原案）                                                                           | 2017年02月23日                | 2018年10月25日                | 最終木曜更新                                                           |
| 231 | 現実（リアル）の彼女（ヒロイン）はいりません!                                             | 三雲ジョージ（漫画）        | 田尾典丈（原作） ReDrop（キャラクター原案）                                                                                          | 2017年03月02日                | 連載中                        | 第1・第3木曜更新 『ヤングガンガン』連載の再掲載 一部カラー             |
| 232 | ねねね                                                                                    | 萩原ダイスケ（作画）        | 徒々野雫（原作） | 2017年03月06日                | 2017年09月04日                | 奇数月第1月曜更新 『月刊少年ガンガン』連載の再掲載                     |
| 233 | 無能なナナ                                                                                | 古屋庵（作画）              | るーすぼーい（原作） | 2017年05月08日                | 連載中                        | 第2月曜更新 『月刊少年ガンガン』連載の再掲載                           |
| 234 | 妖怪の嫁になりまして                                                                      | 鉢谷くじら                  | — | 2017年05月08日                | 2018年06月11日                | 第2月曜更新                                                            |
| 235 | 氷点下の彼女に何かようかいシーズン2                                                       | 高津カリノ                  | — | 2017年06月05日                | 2017年09月018日               | 第1・第3月曜更新 『月刊少年ガンガン』連載のスピンオフ                  |
| 236 | 鋼の錬金術師                                                                              | 荒川弘                      | — | 2017年06月12日                | 2018年06月25日                | 毎週月・木曜更新 『月刊少年ガンガン』掲載のリバイバル連載              |
| 237 | ガーデンスフィア                                                                          | 紺野賢護                    | — | 2017年06月19日                | 2018年08月27日                | 第1・第3月曜更新                                                       |
| 238 | スライム倒して300年、知らないうちにレベルMAXになってました                                | シバユウスケ（漫画）        | 森田季節（原作） 紅緒（キャラクター原案）                                                                                            | 2017年06月29日                | 連載中                        | 最終木曜更新                                                           |
| 239 | 失格紋の最強賢者〜世界最強の賢者が更に強くなるために転生しました〜                        | Friendly Land（漫画）       | 進行諸島（原作） 風花風花（キャラクター原案）                                                                                        | 2017年07月20日                | 連載中                        | 最終木曜更新 『マンガUP!』連載の再掲載                                 |
| 240 | ボクと師匠の秘密工房                                                                      | 横山知生                    | — | 2017年08月31日                | 2018年07月26日                | 最終木曜更新                                                           |
| 241 | 29とJK                                                                                    | 加藤かきと（作画）          | 裕時悠示（原作） 渡辺樹（構成） Yan-Yam（キャラクター原案）                                                                          | 2017年09月14日                | 連載中                        | 第3木曜更新                                                            |
| 242 | 英雄教室 -ガールズミッション-                                                             | 満月シオン（漫画）          | 新木伸（原作） 森沢晴行（キャラクター原案）                                                                                          | 2017年09月25日                | 2019年02月25日                | 第4月曜更新                                                            |
| 243 | ゴブリンスレイヤー外伝：イヤーワン                                                        | 栄田健人（作画）            | 蝸牛くも（原作） 足立慎吾・神奈月昇（キャラクター原案）                                                                              | 2017年09月28日                | 連載中                        | 第3木曜更新 『ヤングガンガン』連載の再掲載                             |
| 244 | たとえばラストダンジョン前の村の少年が序盤の街で暮らすような物語                          | 臥待始（作画）              | サトウとシオ（原作） 和狸ナオ（キャラクター原案）                                                                                    | 2017年09月28日                | 連載中                        | 第4木曜更新                                                            |
| 245 | 先生のやさしい殺し方                                                                      | 反転シャロウ                | — | 2017年10月19日                | 連載中                        | 毎週木曜更新                                                           |
| 246 | 僕の名前は「少年A」                                                                       | 日丘円（作画）              | 君塚力（原作） | 2017年10月23日                | 2018年12月03日                | 第1・第3月曜更新                                                       |
| 247 | あやかさんは駄メギツネ                                                                    | したらなな                  | — | 2017年12月18日                | 2019年02月18日                | 第3月曜更新                                                            |
| 248 | 神達に拾われた男                                                                          | 蘭々（漫画）                | Roy（原作） りりんら（キャラクター原案）                                                                                             | 2017年12月28日                | 連載中                        | 最終木曜更新 『マンガUP!』連載の再掲載                                 |
| 249 | 海も川もないので女子高で釣りしてみた                                                      | 下神木るこ                  | — | 2018年01月25日                | 連載中                        | 第2・第4木曜更新 休載中                                                |
| 250 | 記憶屋                                                                                    | 村山なちよ（作画）          | 織守きょうや（原作） | 2018年03月01日                | 2018年10月15日                | 第3月曜更新 『マンガUP!』連載の再掲載                                  |
| 251 | チルドレン                                                                                | 三浦みう                    | — | 2018年03月01日                | 2019年03月25日                | 第1・第3木曜更新 『マンガUP!』連載の再掲載                             |
| 252 | 若者の黒魔法離れが深刻ですが、就職してみたら待遇いいし、社長も使い魔もかわいくて最高です! | 出水高軌（作画）            | 森田季節（原作） 47AgDragon（キャラクター原案）                                                                                      | 2018年03月01日                | 連載中                        | 第1木曜更新 『マンガUP!』連載の再掲載                                  |
| 253 | 本日の神降ろし                                                                            | 八咫緑                      | — | 2018年04月05日                | 2018年12月10日                | 読み切りから昇格 第2月曜更新                                           |
| 254 | 命運探偵 神田川                                                                           | 泉すずしろ                  | — | 2018年05月07日                | 連載中                        | 読み切りから昇格 第3月曜更新                                           |
| 255 | 性別「モナリザ」の君へ。                                                                  | 吉村旋                      | — | 2018年05月14日                | 連載中                        | 第2・最終月曜更新                                                      |
| 256 | 座敷娘と料理人                                                                            | 佐保里                      | — | 2018年06月04日                | 連載中                        | 『月刊ガンガンJOKER』掲載の読み切りから昇格 第1月曜更新                |
| 257 | 少女辞典                                                                                  | 安井万里絵                  | — | 2018年06月11日                | 連載中                        | 読み切りから昇格 第1月曜更新                                           |
| 258 | ゴブリンスレイヤー：ブランニュー・デイ                                                    | 池野雅博（作画）            | 蝸牛くも（原作） 神奈月昇（キャラクター原案）                                                                                        | 2018年06月14日                | 2019年06月13日                | 第2木曜更新 『月刊ビッグガンガン』連載の再掲載                         |
| 259 | 裏世界ピクニック                                                                          | 水野英多（作画）            | 宮澤伊織（原作） shirakaba（キャラクター原案）                                                                                       | 2018年06月18日                | 連載中                        | 第3月曜更新 『月刊少年ガンガン』連載の再掲載                           |
| 260 | 魔物たちは片付けられない                                                                  | 高野裕也                    | — | 2018年07月02日                | 連載中                        | 読み切りから昇格 第1月曜更新                                           |
| 261 | 堕アホリズム                                                                              | 田中ひかる（作画）          | 宮条カルナ（原作） | 2018年07月09日                | 連載中                        | 第2月曜更新                                                            |
| 262 | 弩アホリズム                                                                              | 宮条カルナ                  | — | 2018年07月16日                | 連載中                        | 第3月曜更新 『月刊少年ガンガン』連載の再掲載                           |
| 263 | エルフと狩猟士のアイテム工房                                                              | 葵梅太郎                    | — | 2018年07月30日                | 連載中                        | 第4月曜更新 『月刊少年ガンガン』連載の再掲載                           |
| 264 | 我が驍勇にふるえよ天地 〜アレクシス帝国興隆記〜                                           | 佐藤勇（漫画）              | あわむら赤光（原作） 卵の黄身（キャラクター原案）                                                                                    | 2018年08月02日                | 連載中                        | 第1木曜更新 『マンガUP!』連載の再掲載                                  |
| 265 | 高比良さんの恩返し                                                                        | ほしな                      | — | 2018年08月06日                | 連載中                        | 第1月曜更新                                                            |
| 266 | 転生賢者の異世界ライフ 〜第二の職業を得て、世界最強になりました〜                         | 彭傑（漫画）                | 進行諸島（原作） 風花風花（キャラクター原案）                                                                                        | 2018年08月16日                | 連載中                        | 第3木曜更新 『マンガUP!』連載の再掲載                                  |
| 267 | 旅とごはんと終末世界                                                                      | 文ノ梛                      | — | 2018年08月27日                | 連載中                        | 第4月曜更新 『月刊少年ガンガン』連載の再掲載                           |
| 268 | 織田信長という謎の職業が魔法剣士よりチートだったので、王国を作ることにしました            | 西梨玖（漫画）              | 森田季節（原作） 柴乃櫂人（キャラクター原案）                                                                                        | 2018年09月06日                | 連載中                        | 第1木曜更新 『マンガUP!』連載の再掲載                                  |
| 269 | フェンリル                                                                                | 大西実生子（漫画）          | 赤松中学（原作） | 2018年09月10日                | 連載中                        | 第2月曜更新 『月刊ビッグガンガン』連載の再掲載                         |
| 270 | 俺の初恋に何かようかい                                                                    | 高津カリノ                  | — | 2018年09月17日                | 2019年02月18日                | 第3月曜更新 『月刊少年ガンガン』連載のスピンオフ 短期集中連載          |
| 271 | あくまのまま                                                                              | くずしろ                    | — | 2018年10月25日                | 連載中                        | 第2月曜更新                                                            |
| 272 | 万年Dランクの中年冒険者、酔った勢いで伝説の剣を引っこ抜く                                 | 温木アツシ（漫画）          | 九頭七尾（原作） へいろー（キャラクター原案）                                                                                        | 2018年11月01日                | 連載中                        | 第1木曜更新 『マンガUP!』連載の再掲載                                  |
| 273 | 天下一蹴 -今川氏真無用剣-                                                                 | 湯野由之（漫画）            | 蝸牛くも（原作） 伊藤悠（キャラクター原案）                                                                                          | 2018年11月08日                | 連載中                        | 第2木曜更新 『ヤングガンガン』連載の再掲載                             |
| 274 | 捕食系ヒロインにあと1年以内に食べられます                                                 | 森下suu                     | — | 2018年11月12日                | 連載中                        | 第2月曜更新                                                            |
| 275 | おっさん冒険者ケインの善行                                                                | 沖野真歩（漫画）            | 風来山（原作） すーぱーぞんび（キャラクター原案）                                                                                    | 2018年11月15日                | 連載中                        | 第3木曜更新 『マンガUP!』連載の再掲載                                  |
| 276 | モンスターがあふれる世界になったので、好きに生きたいと思います                            | ラルサン（漫画）            | よっしゃあっ!（原作） こるせ（キャラクター原案）                                                                                     | 2018年11月15日                | 連載中                        | 第3木曜更新 『マンガUP!』連載の再掲載                                  |
| 277 | 憑き神とぼんぼん                                                                          | 硝音あや                    | — | 2018年12月20日                | 連載中                        | 第3木曜更新                                                            |
| 278 | わたしの幸せな結婚                                                                        | 高坂りと（漫画）            | 顎木あくみ（原作） 月岡月穂（キャラクター原案）                                                                                      | 2018年12月20日                | 連載中                        | 第3木曜更新                                                            |
| 279 | ヨシノズイカラ                                                                            | ヨシノサツキ                | — | 2019年01月10日                | 連載中                        | 第2木曜更新 『月刊少年ガンガン』連載の再掲載                           |
| 280 | 冒険者ライセンスを剥奪されたおっさんだけど、愛娘ができたのでのんびり人生を謳歌する        | 唯浦史（作画）              | 斧名田マニマニ（原作） 渡辺樹（構成） 藤ちょこ（キャラクター原案）                                                                   | 2019年01月10日                | 連載中                        | 第2木曜更新 『マンガUP!』連載の再掲載                                  |
| 281 | 魔女の旅々                                                                                | 七緒一綺（漫画）            | 白石定規（原作） あずーる（キャラクター原案）                                                                                        | 2019年01月10日                | 連載中                        | 第2木曜更新 『マンガUP!』連載の再掲載                                  |
| 282 | アラフォー賢者の異世界生活日記 〜気ままな異世界教師ライフ〜                               | 招来（作画）                | 寿安清（原作） 西野リュウ（構成） ジョンディー（キャラクター原案）                                                                   | 2019年01月14日                | 連載中                        | 第2月曜更新 『マンガUP!』連載の再掲載                                  |
| 283 | ヒラ役人やって1500年、魔王の力で大臣にされちゃいました                                    | 村上メイシ（漫画）          | 森田季節（原作） 紅緒（キャラクター原案）                                                                                            | 2019年01月31日                | 連載中                        | 最終木曜更新                                                           |
| 284 | 世界でただ一人の魔物使い 〜転職したら魔王に間違われました〜                               | 堂島ノリオ（作画）          | 筧千里（原作） hu-ko（キャラクター原案）                                                                                             | 2019年02月07日                | 連載中                        | 第1木曜更新 『マンガUP!』連載の再掲載                                  |
| 285 | ゴブリンスレイヤー外伝2 鍔鳴の太刀《ダイ・カタナ》                                        | 水口鷹志（作画）            | 蝸牛くも（原作） lack（キャラクター原案）                                                                                            | 2019年02月14日                | 2019年04月25日                | 第2木曜更新                                                            |
| 286 | 10th                                                                                      | 伊鳴優子                    | — | 2019年02月25日                | 連載中                        | 第4月曜更新                                                            |
| 287 | 高2にタイムリープした俺が、当時好きだった先生に告った結果                                 | 松元こみかん（作画）        | ケンノジ（原作） やすゆき（キャラクター原案）                                                                                        | 2019年02月28日                | 連載中                        | 第4木曜更新 『マンガUP!』連載の再掲載                                  |
| 288 | ちょっぴり年上でも彼女にしてくれますか?                                                   | 浦稀えんや（作画）          | 望公太（原作） ななせめるち（キャラクター原案）                                                                                      | 2019年02月28日                | 連載中                        | 第4木曜更新 『マンガUP!』連載の再掲載                                  |
| 289 | 最強勇者はお払い箱→魔王になったらずっと俺の無双ターン                                     | まさゆみ（作画）            | 澄守彩（原作） jimmy（キャラクター原案）                                                                                             | 2019年04月08日                | 連載中                        | 第1月曜更新 『マンガUP!』連載の再掲載                                  |
| 290 | 死霊術師のお手伝い                                                                        | はま（作画）                | 島崎無印（原作） | 2019年04月11日                | 連載中                        | 第2木曜更新                                                            |
| 291 | 「攻略本」を駆使する最強の魔法使い 〜〈命令させろ〉とは言わせない俺流魔王討伐最善ルート〜 | 舞嶋大（作画）              | 福山松江（原作） かかげ（キャラクター原案）                                                                                          | 2019年04月18日                | 連載中                        | 第3木曜更新 『マンガUP!』連載の再掲載                                  |
| 292 | キングダム ハーツIII                                                                      | 天野シロ（作画）            | 野村哲也（原案） | 2019年04月29日                | 連載中                        | 第4木曜更新                                                            |
| 293 | 私の神様                                                                                  | 夢野つくし                  | — | 2019年04月29日                | 連載中                        | 第2月曜更新 『月刊少年ガンガン』連載の再掲載                           |
| 294 | 幼なじみが過保護すぎてツライ                                                              | 吾田なぐさ（作画）          | 隈浪さえ（原作） | 2019年06月03日                | 連載中                        | 第1・第3月曜更新                                                       |
| 295 | 装備枠ゼロの最強剣士 でも、呪いの装備（可愛い）なら9999個つけ放題                         | 鷹嶋大輔（作画）            | 坂木持丸（原作） ゆのひと（キャラクター原案）                                                                                        | 2019年06月03日                | 連載中                        | 第4月曜更新 『マンガUP!』連載の再掲載                                  |
| 296 | 最強の魔導士。ひざに矢をうけてしまったので田舎の衛兵になる                                | アヤノマサキ（漫画）        | えぞぎんぎつね（原作） TEDDY（キャラクター原案）                                                                                     | 2019年06月13日                | 連載中                        | 『マンガUP!』連載の再掲載                                              |
| 297 | リリReカスタマイズ モデラーも異世界では錬金術師!?                                         | 藤代健                      | — | 2019年07月01日                | 連載中                        | 第1月曜更新                                                            |

### 最終回のみONLINE掲載
- 湾岸二課 ガルフトリガー（藤川祐華） - 『月刊ガンガンウイング』連載
- 陽だまりのピニュ（こがわみさき） - 『ガンガンパワード』連載

### 主要な読み切り作品
以下、シリーズ連載化されたものやメディアミックスなどの特筆すべき事項がある作品のみを挙げ、他誌連載の出張掲載扱いの番外編やアンソロジー掲載作品のプレビューなどは除く。
- 悪魔と俺（吉川英朗）

3話まで掲載。コミックスが『悪魔と俺 汁だく』の表題で刊行予定であったが直前に発売中止となり、掲載作品リストからも削除された。なお、発売中止になった単行本は『悪魔と俺 特盛り』に改題されKADOKAWAより刊行されている。
- 乙女革命アヤメの! 外伝（緋賀ゆかり 脚本：志茂文彦）

原作小説はMF文庫J (KADOKAWA) 刊。挿画担当者本人が漫画化している。
- 死神様に最期のお願いを（山口ミコト）

『月刊ガンガンJOKER』で連載化。
- 魔王様の勇者討伐記（CHuN 協力：友善文創 〈Friendly Land〉）

第1話プレビューと第3話掲載、単行本化。
- 緋弾のアリアAA（橘書画子 原作：赤松中学 キャラクター原案：こぶいち）

テレビアニメ第2期放送を記念して漫画版『緋弾のアリアAA』第1話と漫画版『緋弾のアリア』第1話（こよかよしの 原作：赤松中学 キャラクター原案：こぶいち） と原作小説冒頭部分（著：赤松中学・チームアミカ〈AAのみ〉 イラスト：こぶいち）掲載。原作小説はMF文庫J (KADOKAWA) 刊。
- はじめての魔王討伐（くろは）

作者による初の持ち込み作品をリメイクしたもの。登場キャラクターの一人、「魔王」のデザインが同作者の帰宅部活動記録の1エピソードに流用されており、アニメ版にも登場する。
- レッテルのある教室（HERO）

テレビドラマ『世にも奇妙な物語'16 秋の特別編・貼られる!』放送を記念して原案全2話を一挙掲載。
- ギャンブル・ウィッチ・キングダム（藤本新太 原作：菱川さかく キャラクター原案：夕薙 構成：カズキ）

原作小説発売を記念して先行掲載。

## 小説
掲載作品は原則としてガンガンノベルズより刊行される。『ガンガンGA』ではGA文庫・GAノベルで刊行した第1巻を丸ごと掲載の他、スクウェア・エニックスが発売・配信しているゲーム及びガンガングループ掲載作品の小説版やGA文庫・GAノベル作品のスピンオフ小説や書き下ろし小説を掲載し、毎週更新（一部作品は隔週及び月1回更新）のスタンスをとっている。

### 連載作品
- 連載中の作品については太字で表記。
- 作品名の順番に関しては連載開始順に従い、その次に五十音順に従う。
- 読み切り作品は除く。

|  | 連載中（2019年5月16日現在） |

|    | 作品名 | 作                                  | イラスト                                                        | 開始           | 終了           | 注記                                                  |
| -- | --- | ----------------------------------- | --------------------------------------------------------------- | -------------- | -------------- | ----------------------------------------------------- |
| 01 | 犬憑きさん | 唐辺葉介                            | Tiv                                                             | 2008年10月02日 | 2009年03月19日 | スクウェア・エニックス・ノベルズより刊行              |
| 02 | 欠落フェティシズム | 日野イズム                          | 千葉サドル                                                      | 2008年10月02日 | 2009年03月26日 |                                                       |
| 03 | Stand by me,Stand by you. | ごぉ                                | たつきち                                                        | 2008年10月02日 | 2009年04月02日 |                                                       |
| 04 | うさぎさん惑星。 | 日日日                              | 山﨑透                                                          | 2009年04月09日 | 2010年01月14日 |                                                       |
| 05 | 太陽で台風2 | はむばね                            | 岸田メル                                                        | 2009年04月30日 | 2009年10月29日 | スクウェア・エニックス・ノベルズより刊行              |
| 06 | 椿ノ華ガ堕チル時 | 大渡鴉                              | 葉月翼                                                          | 2009年05月21日 | 2009年11月12日 |                                                       |
| 07 | ひぐらしのなく頃に 語咄し編 WEB版                                                                                            | アンソロジー                        |                                                                 | 2009年07月02日 | 2009年08月13日 | 第三回ひぐらしのなく頃に大賞 最終選考作品             |
| 08 | 中二病でGO!! | アンソロジー                        |                                                                 | 2009年10月22日 | 2009年11月19日 | 単行本プレビュー                                      |
| 09 | 僕が美少女をつくる理由 | 日野イズム                          | 夜野みるら                                                      | 2010年10月28日 | 2011年01月27日 | 読者投票上位作品                                      |
| 10 | リヴァイアサンのセカイ | チャー                              | 千田衛人                                                        | 2010年11月11日 | 2011年01月13日 |                                                       |
| 11 | S&Fシリーズ | 阿部憂貴                            | 千田衛人                                                        | 2011年09月29日 | 2011年11月24日 |                                                       |
| 12 | 勇者が魔王を倒してくれない                                                                                                   | 逢空万太                            | nauribon                                                        | 2014年04月03日 | 2014年09月25日 | GA文庫より刊行                                        |
| 13 | 踊る星降るレネシクル | 裕時悠示                            | たかやKi                                                        | 2014年05月01日 | 2014年09月11日 | GA文庫より刊行                                        |
| 14 | 月見月理解の探偵殺人 | 明月千里                            | mebae                                                           | 2014年09月18日 | 2015年01月22日 | GA文庫より刊行                                        |
| 15 | 少年給魔師と恋する乙女 | 御子神零                            | 鍋島テツヒロ                                                    | 2014年10月02日 | 2015年01月08日 | GA文庫より刊行                                        |
| 16 | スクールガールストライカーズ Novel Channel                                                                                   | 榊一郎、氷上彗一、ひびき遊          |                                                                 | 2014年10月30日 | 2015年05月14日 | GA文庫より刊行                                        |
| 17 | 最弱無敗の神装機竜《バハムート》（ショートストーリー）                                                                       | 明月千里                            | 春日歩                                                          | 2014年11月20日 | 2015年05月21日 | GA文庫より刊行                                        |
| 18 | 異世界ラ皇の探求者 | 西表洋                              | モレ                                                            | 2015年01月15日 | 2015年04月16日 | GA文庫より刊行                                        |
| 19 | ジンクスゲーム | アダチアタル                        | ニリツ                                                          | 2015年01月29日 | 2015年05月21日 | GA文庫より刊行                                        |
| 20 | ダンジョンに出会いを求めるのは間違っているだろうか                                                                           | 大森藤ノ                            | ヤスダスズヒト                                                  | 2015年03月26日 | 2015年06月25日 | GA文庫より刊行                                        |
| 21 | 中古でも恋がしたい! | 田尾典丈                            | ReDrop                                                          | 2015年05月21日 | 2015年09月03日 | GA文庫より刊行                                        |
| 22 | 路地裏バトルプリンセス | 空上タツタ                          | 平つくね                                                        | 2015年07月23日 | 2015年11月05日 | GA文庫より刊行                                        |
| 23 | アキハバラ∧デンパトウ | 藍上陸                              | れい亜                                                          | 2015年07月30日 | 2016年06月30日 | GA文庫より刊行                                        |
| 24 | 落第騎士の英雄譚《キャルバリィ》                                                                                             | 海空りく                            | をん                                                            | 2015年09月24日 | 2016年01月07日 | GA文庫より刊行                                        |
| 25 | スクールガールストライカーズ Novel Channel Festa!                                                                            | 天乃聖樹                            | 桃山ひなせ                                                      | 2015年10月29日 | 2016年03月10日 | GA文庫より刊行                                        |
| 26 | ブレイブリーアーカイブ ディーズレポート                                                                                      | なめこ印                            |                                                                 | 2015年11月05日 | 2016年05月05日 | GAノベルより刊行                                      |
| 27 | 役職ディストピアリ〜紅玉の討伐士と命喰らいの僕〜                                                                             | 霜野おつかい（作） 千賀史貴（原案） | TNSK                                                            | 2015年12月17日 | 2016年04月07日 | 『ヤングガンガン』掲載のノベライズ版 GAノベルより刊行 |
| 28 | 最弱無敗の神装機竜《バハムート》                                                                                             | 明月千里                            | 春日歩                                                          | 2015年12月24日 | 2016年03月31日 | GA文庫より刊行                                        |
| 29 | ダンジョンに出会いを求めるのは間違っているだろうか リュー外伝 グラン・カジノをぶっつぶせ!                                    | 大森藤ノ                            | ヤスダスズヒト                                                  | 2016年01月21日 | 2016年06月16日 | GA文庫より刊行                                        |
| 30 | 進め!たかめ少女高雄ソライロデイズ。                                                                                          | 三木なずな                          | 初夏                                                            | 2016年05月19日 | 2017年09月21日 | 第1・第3木曜更新 GA文庫より刊行                       |
| 31 | グリムノーツ | 大泉貴                              |                                                                 | 2016年07月14日 | 2016年11月24日 | GAノベルより刊行                                      |
| 32 | そのオーク、前世（もと）ヤクザにて                                                                                           | 機村械人                            | 兎塚エイジ                                                      | 2016年10月27日 | 2017年02月09日 | GA文庫より刊行                                        |
| 33 | ダンジョンに出会いを求めるのは間違っているだろうか 外伝 ソード・オラトリア                                                   | 大森藤ノ                            | はいむらきよたか（イラスト） ヤスダスズヒト（キャラクター原案） | 2017年04月06日 | 2017年06月29日 | GA文庫より刊行                                        |
| 34 | スライム倒して300年、知らないうちにレベルMAXになってました スピンオフ ヒラ役人やって1500年、魔王の力で大臣にされちゃいました | 森田季節                            | 紅緒                                                            | 2017年07月13日 | 2017年09月28日 | 第2・最終木曜更新 GAノベルより刊行                    |
| 35 | ゴブリンスレイヤー外伝：イヤーワン                                                                                           | 蝸牛くも                            | 足立慎吾（イラスト） 神奈月昇（キャラクター原案）               | 2017年10月05日 | 2018年05月24日 | 第4木曜更新 GA文庫より刊行                            |
| 36 | 超人高校生たちは異世界でも余裕で生き抜くようです!                                                                            | 海空りく                            | さくらねこ                                                      | 2017年10月05日 | 2017年12月21日 | 毎週木曜更新 第1巻を掲載                              |
| 37 | りゅうおうのおしごと! | 白鳥士郎                            | しらび                                                          | 2018年01月04日 | 2018年03月29日 | 毎週木曜更新 第1巻を掲載                              |
| 38 | スライム倒して300年、知らないうちにレベルMAXになってました スピンオフ2 エルフのごはん                                        | 森田季節                            | 紅緒                                                            | 2018年04月12日 | 2018年06月28日 | 第2・第4木曜更新                                      |
| 39 | 我が驍勇にふるえよ天地 〜アレクシス帝国興隆記〜                                                                              | あわむら赤光                        | 卵の黄身                                                        | 2018年08月02日 | 2018年10月18日 | 毎週木曜更新 第1巻を掲載                              |
| 40 | ゴブリンスレイヤー外伝2 鍔鳴の太刀《ダイ・カタナ》                                                                           | 蝸牛くも                            | lack（イラスト）                                                | 2018年09月27日 | 連載中         | 第4木曜更新                                           |
| 41 | 天下一蹴 -今川氏真無用剣- | 蝸牛くも                            | 伊藤悠（イラスト）                                              | 2019年01月17日 | 2019年05月16日 | 第3木曜更新                                           |

## 映像化作品

### アニメ化
テレビアニメ
| 作品                                      | 放送年          | アニメーション制作 | 備考                                     |
| ----------------------------------------- | --------------- | ------------------ | ---------------------------------------- |
| 男子高校生の日常                          | 2012年          | サンライズ         |                                          |
| 帰宅部活動記録                            | 2013年          | NOMAD              |                                          |
| 私がモテないのはどう考えてもお前らが悪い! | 2013年          | SILVER LINK.       |                                          |
| マンガ家さんとアシスタントさんと          | 2014年          | ZEXCS              | ヤングガンガン、月刊少年ガンガンでも連載 |
| ばらかもん                                | 2014年          | キネマシトラス     |                                          |
| 月刊少女野崎くん                          | 2014年          | 動画工房           |                                          |
| 不機嫌なモノノケ庵                        | 2016年（第1期） | ぴえろプラス       |                                          |
| 不機嫌なモノノケ庵                        | 2019年（第2期） | ぴえろプラス       |                                          |
| 田中くんはいつもけだるげ                  | 2016年          | SILVER LINK.       |                                          |
| 合コンに行ったら女がいなかった話          | 2024年          | 葦プロダクション   |                                          |

### ドラマ化
テレビドラマ
| 作品                             | 放送年 | 制作                   | 備考 |
| -------------------------------- | ------ | ---------------------- | ---- |
| 部活、好きじゃなきゃダメですか?  | 2018年 | AXON                   |      |
| 合コンに行ったら女がいなかった話 | 2022年 | メディアプルポ（協力） |      |

## ガンガンコミックスONLINE
ガンガンONLINE掲載作品の単行本はガンガンコミックス（GC）のサブレーベル・ガンガンコミックスONLINE（ガンガンコミックスオンライン・GCO、2009年5月22日創刊）より刊行される。

### 他誌レーベルとの関係
移籍作品や並行連載作品のレーベル上の扱いは、以下の通りである。
『月刊ガンガンウイング』関係
以下の作品は途中からガンガンウイングコミックス（GWC）よりレーベルが変更されている。
- アホリズム（宮条カルナ） - 第3巻よりGCO
- ちょこっとヒメ（カザマアヤミ） - 第6巻よりGCO
- 東京★イノセント（鳴見なる） - 第7巻よりGCO

『ガンガンパワード』関係
ONLINEへの移籍作品は原則としてレーベルを変更せず、既刊分と同様にガンガンコミックスより刊行。単巻の「小松くん日和」のみ、GCOより刊行された。
『ヤングガンガン』関係
「ウルトラバロック・デプログラマー」はレーベルを変更せず、従来通りヤングガンガンコミックス（YG COMICS）より刊行。また、移籍作品では無いがONLINE連載の「げきぶの。」は出張掲載扱いでヤングガンガンに短期集中連載された経緯からか第1巻よりYG COMICSで刊行されている。
『月刊少年ガンガン』関係
「マテリアル・パズル ゼロクロイツ」はレーベルを変更せず、従来通りGCより刊行。少年ガンガン・ONLINE並行連載の「ばのてん!」は本編がGC、ONLINE連載の「ばのてん! SUMMER DAYS」がGCOより刊行されている。
『月刊ガンガンJOKER』関係
「ダメっ妹喫茶♥でぃあ」・「ヤンデレ彼女」のONLINE・JOKER並行連載2作品はいずれもガンガンコミックスJOKER（GCJ） より刊行。ONLINEからJOKERへ移籍した「わ!」は第1巻のみGCO、第2巻以降はGCJより刊行されている。
『ガンガン戦 -IXA-』関係
IXAとの連動作品（「戦」マーク表示）は原則としてガンガンコミックスIXA（GCX）から刊行されているが、IXA発刊前から連載されている「戦国スクナ」のみGCOで刊行されている。

## ガンガンONLINE主催の賞
社として雑誌編集部横断で行っているスクウェア・エニックスマンガ大賞とは別に以下の賞を主催している。この他、各種のアンソロジーコミックに掲載される漫画作品を随時、募集する場合がある。2010年に紙媒体の増刊よりONLINEのコーナーにリニューアルした「フレッシュガンガン」については当該項目を、小説に関してはスクウェア・エニックスライトノベル大賞を参照。
イラスト大賞
単発のイラストを対象とする賞。漫画賞が月例賞であるのに対し、本賞は隔月で募集される。毎回、編集部より提示されるテーマに沿ったイラストをカラー・モノクロ各1点ずつセットで投稿。大賞（10万円）・入選（5万円）・佳作（1万円）・期待賞（5000円）の4点があり、入選以上の作品はイラストギャラリーに掲載される。
ガンガンONLINE勝ち抜きバトルロード〜そして連載へ〜
連載デビューへの最短ルートを目的とした賞。ストーリー漫画・ギャグ漫画の別は問わず。グランプリ（賞金50万円、以下同じ）は即連載と単行本化権獲得。読み切り掲載（専属編集者）・短期連載用第1話掲載（5万円）・第2話掲載（10万円）・第3話掲載（15万円）の順に読者投票を実施する。

### かつて開催されていた賞
以下の賞は2010年1月まで開催されていた。
月例マンガ賞「GO」
デビュー経験不問、ストーリー漫画・ギャグ漫画の別は問わず。大賞（賞金100万円、以下同じ）は連載権獲得、入選（50万円）・佳作（10万円）の場合も受賞作を掲載。この他、奨励賞（5万円）・「GO」賞（1万円）が用意されていた。2010年2月以降は、後継賞として「スクウェア・エニックスマンガ大賞 極」が開催される。
月例Web4コママンガ賞「FOUR」
4コマ漫画限定の賞。賞金額を除き大賞（30万円）が連載権獲得、入選（10万円）・佳作（5万円）の場合も受賞作が掲載される点は「GO」に準じた扱いとなるが、本賞では奨励賞（図書カード1000円分×10枚）の場合も掲載される。この他に「FOUR」賞（図書カード1000円分）が用意されていた。

### 読者投票
連載権獲得を賭けてエントリーされる読み切り作品を読者投票で査定するイベントが、半年に1回程度のペースで開催されている。エントリー作品はスクウェア・エニックスマンガ大賞で入選ないし佳作となった作品や『月刊少年ガンガン』の月例賞・GIガンガン杯の入賞作品が中心であるが、一部にゲストの描き下ろし作品も含まれる。
読切コミックカーニバル 〜冬の陣〜
2008年12月25日から1月21日まで7作品のエントリーで開催。
- 第1位 藤村くんメイツ（敷誠一） - 2009年3月26日 - 2013年7月25日連載
- 第2位 葬儀屋（赤井ヒガサ） - 「葬儀屋リドル」に改題、2009年5月28日 - 2013年3月7日連載
- 敢闘賞 今日の魔王様（柊裕一） - 『月刊ガンガンウイング』2009年5月号の続編掲載を経て、『月刊ガンガンJOKER』2009年7月号 - 2010年4月号連載

ルーキーズフェスト!!
- 2009 Summer - 2009年6月18日から7月15日まで6作品のエントリーで開催。投票結果の発表は行われなかったが、増刊『フレッシュガンガン』2009年秋号に「RIGHT OWNER」（韮沢健治）の続編が掲載された。

- 2009 Winter - 2009年12月3日から2010年1月6日まで8作品のエントリーで開催。投票結果の発表は行われなかったが、「君と紙ヒコーキと。」（葉月抹茶）が2010年4月8日から2010年9月23日まで連載された。

フレッシュガンガン コミック・トライアル
2009年10月22日から16作品のエントリーで開催。増刊『フレッシュガンガン』2009年秋号掲載の読み切り作品を対象にサイト上で投票を実施していた。投票結果の発表は行われなかったが、2010年4月22日から2012年2月9日まで「げきぶの。」（くずしろ）が連載された。
短編小説カーニバル
- 第1回 - 2009年10月22日から11月25日まで8作品のエントリーで開催。

- 第1位 君の声、僕の物語（日野イズム イラスト：夜野みるら） - 「僕が美少女をつくる理由」に改題、2010年10月28日 - 2011年1月27日連載

- 第2回 短編小説カーニバル - 2010年7月29日から8月25日まで8作品のエントリーで開催。

- 第1位 らくがきメール（原作：阿部憂貴 作画：千田衛人） - 「S&Fシリーズ」を2011年9月29日 - 2011年11月24日連載

スクウェア・エニックスマンガ大賞 アワードChoice!
- 無印 - 2010年1月21日から2月17日まで4作品のエントリーで開催。
- Vol.2 - 2010年7月22日から8月18日まで5作品のエントリーで開催。

フレッシュ!! オール読切19作品掲載!!!!
2010年6月24日から19作品のエントリーで開催。
読切カーニバル Premium
- 無印 - 2010年9月2日から10月6日まで12作品のエントリーで開催。投票結果の発表は行われなかったが、「ゆとりとなごむ」（佐伯イチ）が「ナイショのマンガ家 となりのゆとりさん」に改題し2010年12月16日 - 2012年7月12日連載。
- 2回目 - 2011年4月28日から開催。投票結果の発表は行われなかったが、「イットとリリー」（座紀光倫）が「イット Vorspiel 〜フォアシュピール〜」に改題し2012年3月15日から2012年5月17日まで連載された。
- 3回目 - 2011年10月27日から8作品のエントリーで開催。投票結果の発表は行われなかったが、「女声男子」（険持ちよ）が2012年4月5日 - 2013年7月18日連載。
- 4S - 2012年7月12日から8作品のエントリーで開催。

## 評価
出版社によるウェブコミック配信サイトの先駆けであり、「ウェブで無料公開し単行本で利益を上げる」というビジネスモデルを確立した。後にこのモデルは多くの漫画サイトにも採用される。特に『となりのヤングジャンプ』（集英社）は、「一番成功」した漫画サイトとして『ガンガンONLINE』を目標としていた。　
創刊から半年以降は黒字化する。2011年には「（日本）国内最大級のWEBコミック誌」とされるようになる。2012年以降は数々の作品をテレビアニメ化しており、ウェブコミックのアニメ化においても先駆的役割を果たした。作品のアニメ化は『ガンガンONLINE』本体の評価を高めることに貢献したとされている。

## ガンガンGA
2014年4月3日にSBクリエイティブのライトノベルレーベル『GA文庫』とのWebコラボレーションスペースとして開設された、ガンガンONLINEに『GA文庫』に関わりのあるコンテンツのみをまとめた特設サイトである。スタート時には新作ライトノベル2本と、スクウェア・エニックスの雑誌で連載しているGA文庫のコミカライズ作品の配信が開始された。

### ガンガンGAちゃんねる
ガンガンGAがガンガンONLINEで配信しているWeb番組。ガンガンＧＡ、ガンガンONLINE・ヤングガンガン・GA文庫に関連する情報を伝える番組としてガンガンGAの開設に合わせて開始し、GA文庫のYouTube・ニコニコ動画の公式アカウントで配信されている。2016年3月6日には舞浜アンフィシアターで初のイベント『ガンガンGA FES. 2016 SPRING』が開催された。
当初は佐倉綾音と内田真礼がパーソナリティーを務める『佐倉と内田のガンガンGAちゃんねる』として配信されていた。2015年4月からは水瀬いのり・山下七海、小松未可子・久保ユリカを加えた3組が交代でパーソナリティーを務め、2016年4月からは松岡禎丞・内田雄馬、小倉唯・日高里菜、茅野愛衣・金元寿子の3組が加わって6組になった。また、間島淳司はガンガンＧＡちゃんねる支配人としてイベントと第42回に出演した。2017年9月28日には番組内で現パーソナリティの2018年3月での卒業が発表された。
2018年4月からは、本渡楓と千本木彩花、小澤亜李と嶺内ともみ、佐倉綾音と内田真礼、松岡禎丞と内田雄馬のコンビが交代制で担当する事が発表されている。
第64回は『ダンまち』スペシャルと称して松岡禎丞と大西沙織の二人がパーソナリティを担当した。
第67回は『ダンまち』&『超余裕！』スペシャルと称して松岡禎丞と小林祐介の二人がパーソナリティを担当した。
2019年10月19日、大型生放送「ガンガンGAちゃんねるスペシャル GA FES 2019」が実施された。
第74回はいもウザスペシャルと称して鈴代紗弓と楠木ともりの二人がパーソナリティを担当した。
第76回は『ダンまちスペシャル』として、松岡禎丞と日高里菜の2人がパーソナリティーを務めた。
2021年2月10日、4月以降のパーソナリティー変更が発表され、鈴代紗弓・楠木ともり、斉藤壮馬・梅原裕一郎、佐伯伊織・佳原萌枝が就任、本渡楓・千本木彩花は続投という形となった。長年パーソナリティーを務めてきた佐倉綾音・内田真礼や松岡禎丞・内田雄馬、小澤亜李・嶺内ともみは一旦番組から卒業となる。

#### パーソナリティ
- 佐倉綾音・内田真礼（第1〜12、14、18、21、24、29、37、43、49、53、57、61、66、69、82回）
- 水瀬いのり・山下七海（第13、16、20、23、30、36、48回）
- 小松未可子・久保ユリカ（第15、19、22、27、31、35、39、44回）
- 松岡禎丞・内田雄馬（第28、33、38、46、51、55、59、80回）
- 小倉唯・日高里菜（第25、34、40、45回）
- 茅野愛衣・金元寿子（第26、32、41、47回）
- 本渡楓・千本木彩花（第50、54、58、63、65、71、73、77、79、83回）
- 小澤亜李・嶺内ともみ（第52、56、60、62、68、70、75、78、81回）

#### ゲストパーソナリティ
- 松岡禎丞（第14回）
- 松岡禎丞・内田雄馬（第17回）
- 間島淳司（第42回）
- 松岡禎丞・大西沙織（第64回）
- 松岡禎丞・小林祐介（第67回）
- 松岡禎丞・間島淳司（第72回）
- 鈴代紗弓・楠木ともり（第74回）
- 松岡禎丞・日高里菜（第76回）

#### ゲスト
- 松岡禎丞（第3、15回）
- 大坪由佳・山下七海（第8回）
- 阿澄佳奈（第11回）
- 小見川千明（第19回）
- 田村睦心（第21回）
- Lynn（第22回）
- 藤井ゆきよ（第23、41回）
- 大西沙織（第30回）
- 石上静香（第31回）
- 梅原裕一郎（第42回）
- 日高里菜（第51回）
- 小倉唯（第55回）
- 東山奈央（第57回）
- 原田彩楓（第58回）
- 小林裕介（第60回）
- 間島淳司（第78回）